# Campeonato Turco-caicense de Futebol
O WIV Provo Premier League, é o campeonato de futebol das Ilhas Turcas e Caicos, organizado pela Turks and Caicos Islands Football Association (TCIFA), o campeonato reúne cinco equipes e foi iniciado em 1998.
Por mais que pertença a CONCACAF, os times do país jamais disputaram uma edição da Liga dos Campeões da CONCACAF ou do Campeonato de Clubes da CFU.
Embora seja de um nível muito inferior, é o campeonato mais disputado do mundo, pois em suas 16 edições, por 10 vezes os campeões foram inéditos.

## Principais clubes
- AFootball Club Academy
- Beaches
- Cheshire Hall
- Mango Reef Trailblazers
- Rozo
- SWA Sharks
- Teachers

## Campeões
| Edição  | Campeão             | Vice-campeão        | Info          |
| ------- | ------------------- | ------------------- | ------------- |
| 1999    | Tropic All Stars    | Fleches Rapides     |               |
| 2000    | Masters             | Beaches             |               |
| 2001    | SWA Sharks          | Projetech           |               |
| 2002    | Beaches             | Barefoot            |               |
| 2002–03 | Caribbean All Stars | Master Hammer       |               |
| 2003–04 | KPMG United         | Police              |               |
| 2004–05 | KPMG United         | Caribbean All Stars |               |
| 2005–06 | Cost Right          | Beaches             |               |
| 2006–07 | Beaches             | Provo Haitian Stars |               |
| 2007–08 | PWC Athletic        | Beaches             |               |
| 2008–09 | Digi                | OHS Express         |               |
| 2009–10 | AFC Academy         | Provopool           |               |
| 2010–11 | Provopool           | AFC Academy         |               |
| 2012    | Cheshire Hall       | SWA Sharks          |               |
| 2013    | Cheshire Hall       | Rozo                | [ 1 ]         |
| 2014    | AFC Academy         | Cheshire Hall       | [ 2 ]         |
| 2014–15 | AFC Academy         | Beaches             | [ 3 ]         |
| 2016    | AFC Academy         | Full Physic         | [ 4 ]         |
| 2017    | Beaches             | AFC Academy         | [ 5 ]         |
| 2018    | Academy Jaguars     | Cheshire Hall       | [ 6 ]         |
| 2019    | Academy Jaguars     | Beaches             | [ 7 ]         |
| 2019–20 | SWA Sharks          | Academy Jaguars     | [ 8 ]         |
| 2020-21 | Não realizado       | Não realizado       | Não realizado |
| 2021-22 | SWA Sharks          | Blue Hills FC       |               |
| 2022-23 | SWA Sharks          | Academy Jaguars     |               |

## Títulos por time
| Time                                               | Títulos | Ano(s)                                |
| -------------------------------------------------- | ------- | ------------------------------------- |
| Academy Jaguars (Incluindo AFootball Club Academy) | 6       | 2009–10, 2014, 2015, 2016, 2018, 2019 |
| SWA Sharks                                         | 4       | 2001, 2019-20, 2021-22, 2022-23       |
| PWC Athletic                                       | 3       | 2003–04*, 2004–05*, 2007–08           |
| Beaches                                            | 3       | 2002, 2006–07, 2017                   |
| Cheshire Hall                                      | 2       | 2012, 2013                            |
| Caribbean All Stars                                | 2       | 1999**, 2002–03                       |
| Provopool                                          | 1       | 2010–11                               |
| Digi                                               | 1       | 2008–09                               |
| Cost Right                                         | 1       | 2005–06                               |
| Masters                                            | 1       | 2000                                  |

* Como KPMG United

** Como Tropic All Stars.

## Artilheiros
| Ano     | Artilheiro(s)     | Equipe                   | Gols |
| 2002/03 | Dady Aristide     | Master Hammer            | 12   |
| 2003/04 | Sadrac Mondestine | KPMG United:             | 23   |
| 2004/05 | -                 | -                        | -    |
| 2005/06 | Kirkland Harris   | Cost Right Football Club | 21   |
| 2006/07 | Billy Forbes      | ProvoPool Celtic         | 11   |
| 2006/07 | Horace James      | Beaches Football Club    | 11   |
| 2007/08 | -                 | -                        | -    |
| 2008/09 | Billy Forbes      | AFootball Club Academy   | 11   |
| 2009/10 | Horace James      | Sharks Football Club     | 17   |
| 2010/11 | Marco Fenelus     | AFootball Club National  | 20   |